# Видавнича продукція

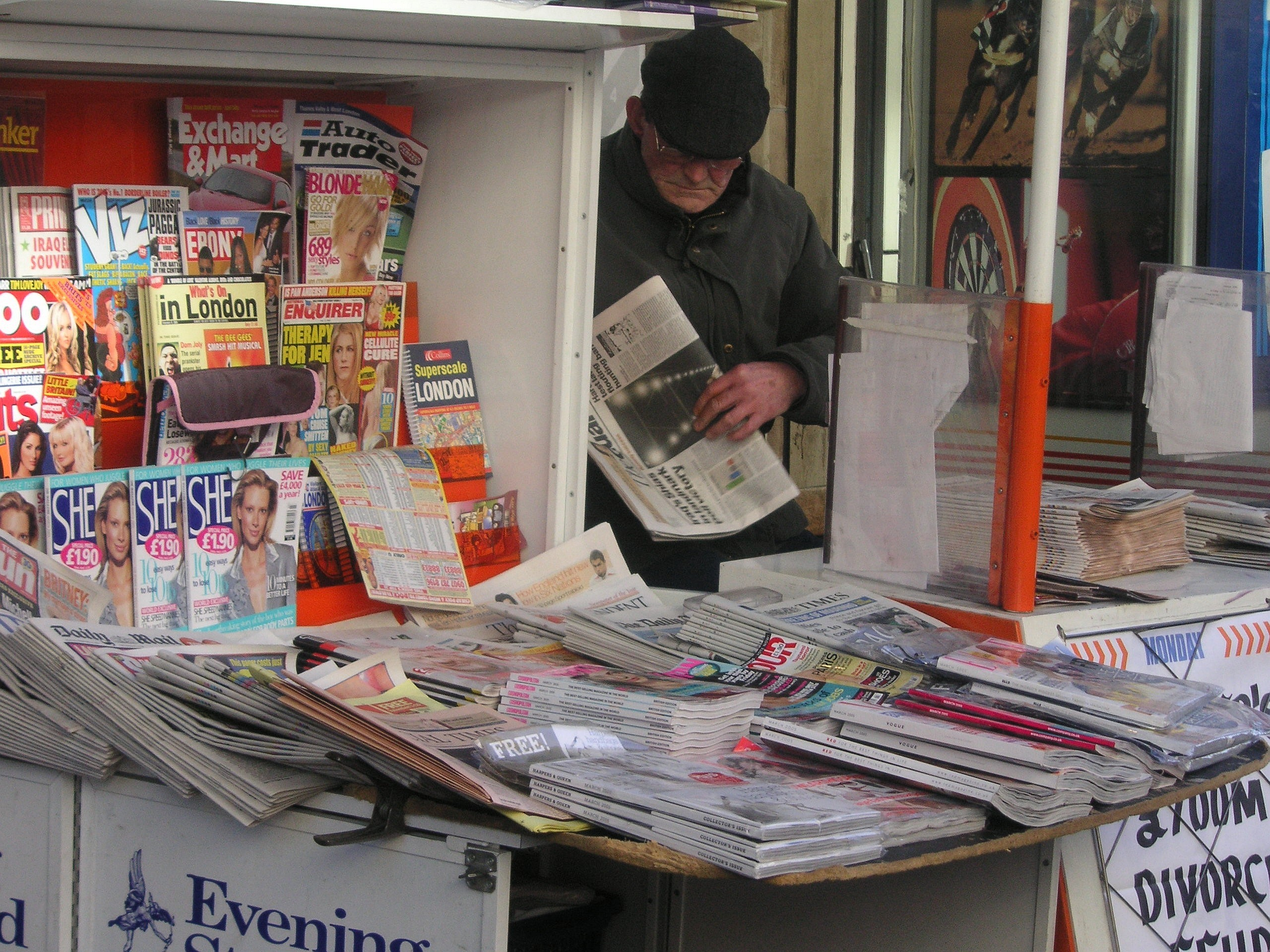
Розмаїття видавничої продукції, Лондон, 2005

Видавни́ча проду́кція — сукупність різноманітних за формою, змістом, зовнішнім виглядом, обсягом, характером інформації, структурою, періодичністю та призначенням видань, призначених до випуску або випущених видавцем (видавцями) за певний часовий період.
Видавнича продукція включає книги, журнали, газети, буклети, календарі тощо.
З урахуванням міжнародних, національних стандартів та видавничої практики можна виокремити деякі основні види видавничої продукції за рядом узагальнених ознак:
1. Періодичність випуску в світ тих чи інших видів видань. Одні з них виходять одноразово (книги, брошури), інші мають заздалегідь визначену кількість назв протягом певного проміжку часу — року, кварталу, місяця чи тижня (альманахи, журнали, газети).
2. Характер інформації. Йдеться про ряд ознак, за якими визначаються стильові й лексичні особливості творення текстів залежно від функціонального призначення — наукові, офіційні, виробничі, навчальні, довідкові, літературно-художні.
3. Форма знаків, якими фіксується та передається інформація. Це можуть бути текстові (буквені), нотні чи картографічні знаки.
4. Матеріальна конструкція, або зовнішня будова видань. Скажімо, книга, брошура, журнал, газета, незважаючи на свої, відмінні від інших, розміри, обсяги, мають немало спільних ознак у побудові: відповідно задруковані і скріплені або вставлені у певному порядку шпальти, які можна гортати, складати, певні захисні чи розпізнавальні елементи цих шпальт тощо. Зовсім інша конструкція в електронного видання, де інформація фіксується на електронних носіях.
5. Мовна ознака. Видання може бути оригінальним, випущеним державною або іншою мовою; у перекладі з будь-якої іноземної мови; з паралельним текстом двома або кількома мовами.
6. Повторність випуску. За цими ознаками можна визначити видання, які випускаються вперше, або різні варіанти перевидань (доповнених, виправлених і перероблених тощо).
7. Формат. Важливо розрізняти малоформатні, мініатюрні видання стандартних форматів. Кількість сторінок нерідко є принциповою у віднесенні того чи іншого видання до певного виду. Так, видання обсягом від 1 до 4 сторінок — це листівка, обсягом від 4 до 48 сторінок — брошура, а обсягом понад 48 сторінок — книга.

## Нормативні переліки видавничої продукції
Ст. 22 Закону «Про видавничу справу» (318/97-вр) (далі Закон) наводить примірний перелік об'єктів видавничої справи, які розрізняються за певними ознаками, — зокрема, офіційні, наукові, науково-виробничі, громадсько-політичні, рекламні, довідкові, художньо-літературні видання, бібліографічні, оглядові, образотворчі видання, текстові, нотні, карткові, листівки, періодичні (газети, журнали, збірники, бюлетені, дайджести, календарі) та неперіодичні видання (книжки, брошури) та ін. Згідно з ч. 2 ст. 22 Закону об'єктом видавничої справи можуть бути й інші види видавничої продукції, визначені стандартами.